# Богданович, Дмитрий Михайлович
Дми́трий Миха́йлович Богдано́вич (1908 — ?) — советский геолог, лауреат Сталинской премии.

## Биография
Не имея специального образования, в 1929—1933 работал коллектором, старшим коллектором геологоразведочных партий.
С февраля 1933 года начальник геологической партии.
1933 год — при поиске строительных материалов для «Алмалыкстроя» обнаружил выходы каолина в районе Джигиристана. Первым сделал вывод о наличии в Ахангаранской долине крупного месторождения каолинов и угля (Ангренское буроугольное месторождение).
1943 год — Г. С. Чикрызову и Д. М. Богдановичу за работы, позволившие наладить промышленную разработку угля в Ахангаранской долине, присуждена Сталинская премия второй степени.
Вместе с Чикрызовым передал денежные средства в Фонд обороны:
1946 год — назначен начальником отдела государственного геологического контроля «Узгеологоуправления».